# Анестезиологија
Анестезиологија (грч. ан естос - фигуративно, без осећаја) је једна од најмлађих грана медицине. У питању је специјалност клиничке медицине која се карактерише интердисциплинарним приступом здравственим проблемима сваког пацијента. Ради се у теоријском и практичном смислу о веома добром разумевању и повезивању многих области као што су физиологија, патофизиологија, биохемија, фармакологија, трансфузиологија, клиничке области и слично. Практично, ради се о примењеној грани медицине која се у пракси бави „искључењем бола“ и „медикаментним изазивањем сна“ (анестезија) као и лечење врло сложених стања везаних за појам "интензивног лечења".